# Orto (Francia)
Orto (in corso Ortu) è un comune francese di 56 abitanti situato nel dipartimento della Corsica del Sud nella regione della Corsica.

## Società

### Evoluzione demografica
Abitanti censiti